# Rydzyński
Die Rydzyński waren eine polnische, ursprünglich schlesisch-böhmisch-mährisches Adelsfamilie im 15. bis 17. Jahrhundert, die eine Seitenlinie der Grafen Werbna war. Die Grafen erbauten Schloss und Kirche in der Ortschaft Rydzyna und nannten sich später nach dem Ort die Rydzynski.

## Stefan Rydzyński
- geboren ca. 1380
- 2. Oktober 1405 erste Erwähnung zusammen mit seinem Vater Jan von Gzirnia in einer Schuldanerkennung

## Brüder Jan und Stanislaw Rydzyński
- 1422 Stefan Rydzyński tritt das Erbe der Güter von Rydzyna an[2]
- 21. Januar 1466 Ernennung eines Burggrafen auf dem Schloß Rydzyna durch Wawrzyn Rydzyński[3]

## Brüder Piotr und Nikolaj Rydzyński
- seit Beginn des 16. Jahrhunderts die Herren von Rydzyna
- ca. 1514 Erbstreitigkeiten mit Jan Leszcynski, Kämmerer von Kalisz und Rafael Leszczynski, Starost von Gzluchow, Brüdern und Erben von Leszno
- 1519 Erbauten sie in Kłoda die neue Kirche aus Fachwerk
- 1521 verstarb Piotr Rydzyński und hinterließ 4 Söhne Jan (Scholastikus [Domschulleiter] von Posznan), Piotr (später Domherr), Wojciech und Lukasz.
- Sie nahmen eine Aufteilung der Güter von Rydzyna vor, die bis Ende des 17. Jahrhunderts erhalten blieb, später wurde dieser Besitz von den Leszczyński wiederzusammengeführt. Der Teil Piotr's umfasste Kłoda und Tarnowa, der Teil Nikolajs die Dörfer Dąbcze und Zaborowo. Rydzyna wurde nicht geteilt, sondern gemeinsam verwaltet.
- Nikolaj war mit Anna, Witwe des Sedziwoj (=Greis) Brodnicki, vermählt und überschrieb ihr 1517 das Dorf Dąbcze zur lebenslangen Nutzung